# GAPDH
گلیسرآلدئید-۳-فسفات دهیدروژناز (انگلیسی: Glyceraldehyde 3-phosphate dehydrogenase) یک آنزیم است که در انسان توسط ژن «GAPDH» کُدگذاری می‌شود. این آنزیم مرحلهٔ ششم از قندکافت را کاتالیز می‌کند و در شکستن مولکول قند و تأمین انرژی نقش دارد.
این آنزیم همچنین در چندین فرایند غیرمتابولیک همچون فعال‌سازی رونویسی ژنی، آغاز آپوپتوز، حمل مواد مابین شبکه آندوپلاسمی و دستگاه گلژی، حمل‌ونقل تسریع‌شدهٔ آکسونی یا آکسونوپلاسمیک یاخته‌های عصبی نقش دارد.

## اهمیت بالینی
بیان ژنی این آنزیم در چندین نوع سرطان از جمله ملانومای جلدی تشدید می‌شود و میزان بیان ژنی آن با پیشرفت تومور ارتباط مستقیم دارد. به سبب عملکرد گلیکولیتیک و اثرات ضد آپوپتوز، این آنزیم سرطان‌زایی را تشدید می‌کند. GAPDH از کوتاه‌شدن تلومر که توسط داروهای شیمی‌درمانی تحریک‌کنندهٔ اسفنگولیپید و سرامید القا می‌شود، جلوگیری می‌کند. در عین حال، هرگونه استرس اکسیداتیو عملکرد GAPDH را مختل کرده و موجب پیری و مرگ سلول می‌گردد. بر این اساس، از بین بردن این آنزیم در سلول‌های سرطانی موجب پیری آنها می‌شود که یک استراتژی جدید در کنترل رشد سلول‌های سرطانی محسوب می‌شود.
آنزیم GAPDH احتمالاً در بروز چندین بیماری تحلیل‌برندهٔ عصبی نقش دارد که از آن میان می‌توان به «بیماری پارکینسون» و «بیماری آلزایمر دیرهنگام» اشاره کرد.

## واکنش شیمیایی
| گلیسرآلدئید-۳-فسفات | گلیسرآلدئید-۳-فسفات دهیدروژناز | گلیسرآلدئید-۳-فسفات دهیدروژناز | دی-اسید ۳٬۱-بیس‌فسفوگلیسریک |
|                     |                                |                                |                            |
| NAD+ +Pi            | NADH + H+                      |                                |                            |
|                     |                                |                                |                            |
| NAD+ +Pi            | NADH + H+                      |                                |                            |
|                     |                                |                                |                            |
|                     |                                |                                |                            |

مادهٔ شیمیایی C00118 در پایگاه داده مسیر KEGG. آنزیم 1.2.1.12 در پایگاه داده مسیر KEGG. واکنش شیمیایی R01063 در پایگاه داده مسیر KEGG. مادهٔ شیمیایی C00236 در پایگاه داده مسیر KEGG.

## بیشتر بخوانید
- Voet D, Voet JG (2010). Biochemistry. New York: Wiley. ISBN 0-470-57095-4.
- Stryer, Lubert; Berg, Jeremy Mark; Tymoczko, John L. (2002). Biochemistry, Fifth Edition & Lecture Notebook. San Francisco: W. H. Freeman. ISBN 0-7167-9804-2. {{cite book}}: Unknown parameter |name-list-format= ignored (|name-list-style= suggested) (help)
- diagram of the GAPDH reaction mechanism from Lodish MCB at NCBI bookshelf
- similar diagram from Alberts The Cell at NCBI bookshelf